# Invencible-Klasse
Die Invencible-Klasse war eine Klasse von zwei 70-Kanonen-Linienschiffen der spanischen Marine, die von 1740 bis 1747 in Dienst stand.

## Geschichte
Im Gegensatz zur britischen oder auch französischen Marine wurde das Linienschiff, mit einer Bestückung um die 70 Kanonen, in der ersten Hälfte des 18. Jahrhunderts, in der spanischen Marine nicht präferiert. Durch Spanien wurden zum Beispiel von 1701 bis 1739 nur sechs dieser Schiffe vom Stapel gelassen, wären es in Frankreich 21 und in Großbritannien gar 36 Schiffe waren. Aber Anfang der 1730er Jahre kam es zu einem Größenwachstum dieser Art Schiffe, vor allem in Frankreich (siehe 74-Kanonen-Schiff), dessen Einfluss sich auch die spanische Marine nicht entziehen konnte. So wurden im Januar 1738 durch den Marineminister Mateo Pablo Díaz de Lavandero zwei Schiffe für den Bau auf der Marinewerft in Havanna bestellt. Die Kiellegung erfolgte noch im Oktober 1738, mit Fertigstellung beider Schiffe im Jahr 1740.
Der Entwurf wurde durch die beiden Schiffbauingenieure Cipriáno Autrán y Oliver und Juan Petro Boyer, nach den Gaztañeta-Regularien und dem Artillerie-Reglement von Dezember 1737, erstellt. Gegenüber der Vorgängerklasse kam es zu einem Längen- bzw. Breitenwachstum um rund 2,5 Meter bzw. 1,4 Meter. Wichtigste Änderung in der Bestückung war die Erweiterung der beiden Batteriedecks um ein Kanonenpaar und entsprechende Reduzierung auf dem Back- bzw. Achterdeck.

## Einheiten
| Name (Advocaciones)                | Bauwerft                             | Kiellegung   | Stapellauf       | Indienststellung | Verbleib |
| ---------------------------------- | ------------------------------------ | ------------ | ---------------- | ---------------- | --- |
| Invencible (San Inagio de Loyola)  | Real Astillero de La Habana, Havanna | Oktober 1738 | 4. November 1739 | 1740             | Am 30. Juni 1741 im Hafen von Havanna vom Blitz getroffen und verbrannt / explodiert (10 Tote und 12 Verletzte, weitere 12 Tote in der Stadt) |
| Glorioso (Nuestra Señora de Belén) | Real Astillero de La Habana, Havanna | Oktober 1738 | 1739             | 1740             | Am 19. Oktober 1747 durch die Royal Navy gekapert, keine Indienststellung und später abgebrochen                                              |

## Technische Beschreibung
Die Klasse war als Batterieschiff mit zwei durchgehenden Geschützdecks konzipiert und hatte eine Länge von 49,0 Metern (Geschützdeck) bzw. 40,95 Metern (Kiel), eine Breite von 14,07 Metern und einen Tiefgang von 6,41 Metern bei einer Vermessung von 1691¼ tons (bm). Sie waren Rahsegler mit drei Masten (Fockmast, Großmast und Kreuzmast). Der Rumpf schloss im Heckbereich mit einem Heckspiegel, in den Galerien integriert waren, die in die seitlich angebrachten Seitengalerien mündeten. Diese waren aus Repräsentationsgründen durch zeitspezifische Schnitzereien und Bildhauerarbeiten geschmückt. Die Beplankung war kraweel ausgeführt, das heißt, die Enden der Planken stießen stumpf aufeinander, so dass eine glatte Außenfläche entstand.
Die Bewaffnung der Klasse bestand aus 70 Kanonen.
|        | Unteres Batteriedeck | Oberes Batteriedeck | Backdeck       | Achterdeck     | Kanonen (Geschossgewicht) |
| ------ | -------------------- | ------------------- | -------------- | -------------- | ------------------------- |
| Design | 28 × 24-Pfünder      | 30 × 18-Pfünder     | 14 × 8-Pfünder | 14 × 8-Pfünder | 72 Kanonen (303,86 kg)    |
| 1740   | 28 × 24-Pfünder      | 30 × 18-Pfünder     | 12 × 8-Pfünder | 12 × 8-Pfünder | 70 Kanonen (300,89 kg)    |

## Bemerkungen
1. ↑  Bei der Berechnung des Gewichtes einer Breitseite kann es zu Unterschieden kommen, da in der damaligen Zeit ein Pfund, je nach Land, unterschiedliche Gewichtswerte hatte. Das spanische Libra hatte z. B. ein Gewicht von 460,08 Gramm, während das englische Pound ein Gewicht von 453,592 Gramm hatte.